# Phylica parvula
Phylica parvula är en brakvedsväxtart som beskrevs av Neville Stuart Pillans. Phylica parvula ingår i släktet Phylica och familjen brakvedsväxter. Inga underarter finns listade i Catalogue of Life.